# Командный чемпионат мира по фигурному катанию

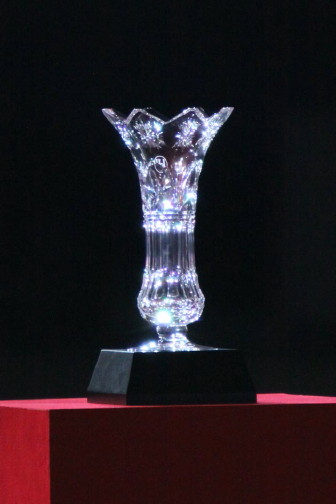
Кубок вручённый первой команде-победительнице (США) в 2009 году.

Командный чемпионат мира по фигурному катанию (англ. ISU World Team Trophy in Figure Skating) — международные командные соревнования по фигурному катанию, организуемые Международным союзом конькобежцев. Турнир задуман для того, чтобы стимулировать страны развивать все виды фигурного катания. За денежный приз борются команды шести стран, рейтинг фигуристов которых, на основе соревнований сезона под эгидой ИСУ наиболее высок (учитываются результаты «взрослых» и юниорских этапов Гран-При (включая финал), чемпионатов мира (и «взрослого» юниорского), чемпионата Европы и чемпионата четырёх континентов), а также страна—организатор.
Несмотря на то, что в российских СМИ популярное название у турнира имеет слово «чемпионат», на самом деле это коммерческий турнир и к международным чемпионатам, подобно чемпионату мира или Европы, не относится.

## История
Турнир создан на основе и по подобию проводившегося с 1997 года в Японии турнира «Japan Open». Турнир «Japan Open» носил скорее развлекательный характер, команды на турнире формировались не по рейтингу и не по странам, а приглашались самые популярные в Японии фигуристы мира и делились на команды по каким-либо признакам (например команды Европы, Америки, Азии). Кроме того, Международный союз конькобежцев не имел к этим соревнованиям никакого отношения.
Планировалось проведение чемпионата раз в два года. Турнир 2009 года прошёл в Токио с 16 по 19 апреля на арене «Yoyogi National Gymnasium». Чемпионат 2011 года должен был быть проведён также в Японии, в Иокогаме, с 14 по 17 апреля 2011 года. Однако в связи с землетрясением и цунами в Японии в марте 2011 года и последовавшей за ним аварией на атомной электростанции чемпионат 2011 года был перенесён на 2012 год и прошёл с 19 по 22 апреля в Токио.

## Медалисты
| Место | Страна           | Золото | Серебро | Бронза | Всего |
| ----- | ---------------- | ------ | ------- | ------ | ----- |
| 1     | США              | 6      | 2       | 1      | 9     |
| 2     | Япония           | 2      | 2       | 5      | 9     |
| 3     | Россия           | 1      | 2       | 1      | 4     |
| 4     | Канада           | 0      | 2       | 1      | 3     |
| 5     | Республика Корея | 0      | 1       | 0      | 1     |
| 6     | Италия           | 0      | 0       | 1      | 1     |

## Участвующие команды
В самом первом турнире участвовали команды США (7659 баллов), Канады (6755 баллов), Японии (6660 баллов), России (6370 баллов), Франции (4938 баллов) и Китая (4150 баллов).
За всё время проведения чемпионатов в нём приняли участие девять сборных. Это: Грузия, Италия, Канада, КНР, Республика Корея, Россия, США, Франция и Япония. Во всех мировых чемпионатах приняли участие фигуристы США, Японии, Канады и Франции.
| Команда          | 2009 | 2012 | 2013 | 2015 | 2017 | 2019 | 2021 | 2023 | 2025 | Всего |
| ---------------- | ---- | ---- | ---- | ---- | ---- | ---- | ---- | ---- | ---- | ----- |
| Грузия           | —    | —    | —    | —    | —    | —    | —    | —    | 6    | 1     |
| Италия           | —    | 6    | —    | —    | —    | 6    | 4    | 4    | 3    | 5     |
| Канада           | 2    | 3    | 2    | 4    | 4    | 5    | 6    | 6    | 5    | 9     |
| Китай            | 6    | —    | 5    | 5    | 5    | —    | —    | —    | —    | 4     |
| Республика Корея | —    | —    | —    | —    | —    | —    | —    | 2    | —    | 1     |
| Россия           | 5    | 5    | 4    | 2    | 2    | 3    | 1    | —    | —    | 7     |
| США              | 1    | 2    | 1    | 1    | 3    | 1    | 2    | 1    | 1    | 9     |
| Франция          | 4    | 4    | 6    | 6    | 6    | 4    | 5    | 5    | 4    | 9     |
| Япония           | 3    | 1    | 3    | 3    | 1    | 2    | 3    | 3    | 2    | 9     |

## Фигуристы-рекордсмены
Рекордсменами по участию в командных соревнованиях среди спортсменов является японский танцор Крису Риду, который принял участие в первых пяти розыгрышах командного чемпионатах мира (2009, 2012, 2013, 2015, 2017), американские танцоры Мэдисон Чок и Эван Бейтс, американский одиночник Джейсон Браун.
В четырёх чемпионатах приняли участие сестра и бывшая партнёрша Криса Рида Кэти Рид, одиночница из США Эшли Вагнер, российские одиночники Максим Ковтун, Елизавета Туктамышева, канадские одиночник Патрик Чан и танцоры Кэйтлин Уивер с Эндрю Поже, японская одиночница Каори Сакамото.

## Регламент
По регламенту, каждая команда состоит из восьми сильнейших фигуристов страны (по двое мужчин и женщин у одиночников, одна спортивная пара и один танцевальный дуэт). Участники от страны должны занять на предыдущем чемпионате мира место в первой десятке или иметь лучший рейтинг ИСУ (лучшие два для одиночников) для представителей своей страны в своей дисциплине.
Если любой фигурист (пара) из страны, отобранной для участия в турнире, решит не участвовать в ISU World Team Trophy, он (она, они) не будут иметь права выступать в любых шоу и показательных выступлениях, а также участвовать в соревнованиях, начиная с понедельника, следующего за окончанием чемпионата мира и до 26 апреля. Кроме того, к ним могут быть применены дополнительные санкции.
Если страна отобранная для участия в чемпионате отказывается от него всей командой, её место занимает следующая по рейтингу страна.

### Система начисления баллов
Все спортсмены исполняют два вида программы (танца): короткую и произвольную. По результатам соревнований в каждой дисциплине присуждаются очки по следующей схеме:
| Занятое место | Баллы (одиночники) | Баллы (пары/танцоры) |
| ------------- | ------------------ | -------------------- |
| 1 место       | 12 баллов          | 12 баллов            |
| 2 место       | 11 баллов          | 11 баллов            |
| 3 место       | 10 баллов          | 10 баллов            |
| 4 место       | 9 баллов           | 9 баллов             |
| 5 место       | 8 баллов           | 8 баллов             |
| 6 место       | 7 баллов           | 7 баллов             |
| 7 место       | 6 балла            | Х                    |
| 8 место       | 5 балла            | Х                    |
| 9 место       | 4 балла            | Х                    |
| 10 место      | 3 балла            | Х                    |
| 11 место      | 2 балла            | Х                    |
| 12 место      | 1 балл             | Х                    |

Набранные баллы всех спортсменов команды суммируются и определяется расстановка мест.

## Медалисты
| Год  | Город                                                      | Золото | Серебро | Бронза |
| 2009 | Токио                                                      | США · Джереми Эбботт · Эван Лайсачек · Рэйчел Флатт · Кэролайн Чжан · Кейди Денни / Джереми Барретт · Танит Белбин / Бенджамин Агосто                              | Канада · Патрик Чан · Вон Шипёр · Синтия Фанёф · Джоанни Рошетт · Джессика Дюбе / Брайс Дэвисон · Тесса Вертью / Скотт Моир                               | Япония · Нобунари Ода · Такахико Кодзука · Мао Асада · Мики Андо · Наруми Такахаси / Мервин Тран · Кэти Рид / Крис Рид                                             |
| 2011 | Турнир перенесён на 2012 год из-за землетрясения 2011 года | Турнир перенесён на 2012 год из-за землетрясения 2011 года | Турнир перенесён на 2012 год из-за землетрясения 2011 года                                                                                                | Турнир перенесён на 2012 год из-за землетрясения 2011 года |
| 2012 | Токио                                                      | Япония · Дайсукэ Такахаси · Такахико Кодзука · Акико Судзуки · Канако Мураками · Наруми Такахаси / Мервин Тран · Кэти Рид / Крис Рид                               | США · Джереми Эбботт · Адам Риппон · Эшли Вагнер · Грейси Голд · Кейди Денни / Джон Кафлин · Мерил Дэвис / Чарли Уайт                                     | Канада · Патрик Чан · Кевин Рейнольдс · Синтия Фанёф · Амели Лакост · Меган Дюамель / Эрик Рэдфорд · Тесса Вертью / Скотт Моир                                     |
| 2013 | Токио                                                      | США · Джереми Эбботт · Макс Аарон · Грейси Голд · Эшли Вагнер · Марисса Кастелли / Саймон Шнапир · Мэдисон Чок / Эван Бейтс                                        | Канада · Патрик Чан · Кевин Рейнольдс · Габриэль Дэйлман · Кэйтлин Осмонд · Меган Дюамель / Эрик Рэдфорд · Кэйтлин Уивер / Эндрю Поже                     | Япония · Такахито Мура · Дайсукэ Такахаси · Мао Асада · Акико Судзуки · Кэти Рид / Крис Рид                                                                        |
| 2015 | Токио                                                      | США · Джейсон Браун · Макс Аарон · Грейси Голд · Эшли Вагнер · Алекса Шимека / Крис Книрим · Мэдисон Чок / Эван Бейтс                                              | Россия · Сергей Воронов · Максим Ковтун · Елизавета Туктамышева · Елена Радионова · Юко Кавагути / Александр Смирнов · Елена Ильиных / Руслан Жиганшин    | Япония · Юдзуру Ханю · Такахито Мура · Сатоко Мияхара · Канако Мураками · Ами Кога / Фрэнсис Будро-Оде · Кэти Рид / Крис Рид                                       |
| 2017 | Токио                                                      | Япония · Сёма Уно · Юдзуру Ханю · Маи Михара · Вакаба Хигути · Сумирэ Суто / Фрэнсис Будро-Оде · Кана Мурамото / Крис Рид                                          | Россия · Михаил Коляда · Максим Ковтун · Евгения Медведева · Елена Радионова · Евгения Тарасова / Владимир Морозов · Екатерина Боброва / Дмитрий Соловьёв | США · Нэтан Чен · Джейсон Браун · Эшли Вагнер · Карен Чен · Эшли Кейн / Тимоти Ледюк · Мэдисон Чок / Эван Бейтс                                                    |
| 2019 | Фукуока                                                    | США · Нэтан Чен · Винсент Чжоу · Мэрайя Белл · Брэди Теннелл · Эшли Кейн / Тимоти Ледюк · Мэдисон Хаббелл / Закари Донохью                                         | Япония · Кэйдзи Танака · Сёма Уно · Рика Кихира · Каори Сакамото · Рику Миура / Сойя Итихаси · Мисато Комацубара / Тимоти Колето                          | Россия · Андрей Лазукин · Александр Самарин · Софья Самодурова · Елизавета Туктамышева · Наталья Забияко / Александр Энберт · Виктория Синицина / Никита Кацалапов |
| 2021 | Осака                                                      | Россия · Михаил Коляда · Евгений Семененко · Анна Щербакова · Елизавета Туктамышева · Анастасия Мишина / Александр Галлямов · Виктория Синицина / Никита Кацалапов | США · Нэтан Чен · Джейсон Браун · Брэди Теннелл · Карен Чен · Алекса Книрим / Брэндон Фрейзер · Кейтлин Хавайек / Жан-Люк Бейкер                          | Япония · Юдзуру Ханю · Сёма Уно · Рика Кихира · Каори Сакамото · Рику Миура / Рюити Кихара · Мисато Комацубара / Тимоти Колето                                     |
| 2023 | Токио                                                      | США · Джейсон Браун · Илья Малинин · Эмбер Гленн · Изабо Левито · Алекса Книрим / Брэндон Фрейзер · Мэдисон Чок / Эван Бейтс                                       | Республика Корея · Чха Джунхван · Ли Сихён · Ким Йерим · Ли Хэ Ин · Чо Хеджин / Стивен Эдкок · Ханна Лим / Йе Куан                                        | Япония · Сюн Сато · Кадзуки Томоно · Маи Михара · Каори Сакамото · Рику Миура / Рюити Кихара · Кана Мурамото / Дайсукэ Такахаси                                    |
| 2025 | Токио                                                      | США · Джейсон Браун · Илья Малинин · Эмбер Гленн · Алиса Лю · Алиса Ефимова / Миша Митрофанов · Мэдисон Чок / Эван Бейтс                                           | Япония · Юма Кагияма · Сюн Сато · Каори Сакамото · Монэ Тиба · Рику Миура / Рюити Кихара · Утана Ёсида / Масая Морита                                     | Италия · Даниэль Грассль · Николай Мемола · Лара Наки Гутманн · Анна Пеццетта · Сара Конти / Никколо Мачии · Шарлен Гиньяр / Марко Фаббри                          |

## Призовой фонд
Призовой фонд турнира составляет $1 000 000, которые распределяются между командами за занятые места следующим образом:
| Место | Сумма   |
| ----- | ------- |
| 1     | 200 000 |
| 2     | 170 000 |
| 3     | 160 000 |
| 4     | 150 000 |
| 5     | 140 000 |
| 6     | 130 000 |
| Итого | 950 000 |

- Каждый одиночник получает 15% от командного выигрыша (всего 60%);
- Каждая пара — 20% от командного выигрыша (всего 40%).

Оставшиеся $50 000 вручались двум лучшим одиночникам (по $10 000) и парам (по $15 000). С чемпионата 2021 года оставшиеся $50 000 будут распределены между спортсменами, которые примут участие только в показательных выступлениях.